# تايلور كومو
تايلور كومو (بالإنجليزية: Taylor Comeau)‏ هي لاعبة كرة قدم أمريكية، ولدت في 21 يوليو 1993 في لوس غاتوس في الولايات المتحدة. لعبت مع أبولون ليماسول وبورتلاند ثورنز وشيكاغو رد ستارز.

## روابط خارجية
- تايلور كومو على موقع الاتحاد الأوربي (الإنجليزية)
- تايلور كومو على موقع قاعدة بيانات كرة القدم.إي يو (الإنجليزية)
- تايلور كومو على موقع Soccerway.com (الإنجليزية)